# History: America's Greatest Hits
History: America's Greatest Hits es el primer álbum de recopilación del trío de folk-rock americano, América, editado por Warner Bros. Records en 1975. Siendo un éxito en los Estados Unidos, y logrando llegar al número 3 en las Listas de álbumes de Billboard y consiguiendo certificar ventas multiplatino por el RIAA. También ha obtenido 6 discos de platino con el tiempo por ARIA por la venta de 420 000 copias en Australia.

## Historia
A finales de 1975, América había publicado cinco álbumes de estudio comercialmente exitosos y un número de sencillos con éxito, incluyendo dos Hit single que llegaron al Número Uno. Su segundo Número Uno, "Sister Golden Hair", había coronado las listas de éxitos ese verano. La Warner Bros. Records decidió capitalizar el momento comercial del grupo y tiró de catálogo para publicar una recopilación de grandes éxitos.
La recopilación resultante, publicada en noviembre de 1975, contenía todos los once sencillos de éxito de América hasta la fecha, junto con una versión editada de "Sandman," una pista popular del álbum de debut que nunca había sido editado como sencillo.
El álbum actualmente tiene dos nombres: History, para mantener con la tradición del grupo de emitir álbumes con los nombres que empiezan con la letra "H," y America's Greatest Hits, para indicar que es una recopilación de los éxitos del grupo.

## Pistas remezcladas
Las primeras siete canciones del álbum, que habían sido grabadas antes de la participación del productor George Martin con el grupo, fueron remezcladas por Martin para este lanzamiento, con varias diferencias notables de las mezclas originales. Algunas de las pistas remezcladas, como "A Horse with No Name" y "I Need You", cuentan con un bajo más prominente. Una voz se puede escuchar brevemente en el fondo de "A Horse with no name" alrededor de los dos minutos en la pista - esta voz no está en la grabación original. El tono de "I Need You" baja un cuarto de tono de la versión original.
"Sandman" dura aproximadamente un minuto más corto que la mezcla original. En "Ventura Highway", la voz principal de Dewey Bunnell usa doble pista y las guitarras tienen mucho más reverberación. "Don't Cross the River" agrega un violín estilo Fiddle que no se oye en la grabación original. Además, varias de las pistas son fundidos para eliminar las pausas entre canciones.
Debido al éxito comercial y la perdurable popularidad de este álbum, con el tiempo las versiones remezcladas de los éxitos de América en el History se han vuelto tan reconocibles en la cultura popular como los sencillos originales mismos.

## Ilustraciones de la portada
La ilustración de la cubierta del álbum parten de las ilustraciones de álbumes anteriores de América. Los dibujos de Dan Peek y Dewey Bunnell están tomados de fotos en un cartel incluido con el álbum Hat Trick. La imagen del automóvil y los árboles detrás él (el último cuál también forma la camisa de Gerry Beckley ) proviene de la cubierta del álbum Holyday. El Puente Golden Gate y los pinos están adaptados de la cubierta de Hearts. Aunque las imágenes del Big Ben y el autobús de dos pisos no se encuentran en ningún otro álbum de América, su inclusión simboliza los orígenes del grupo en Inglaterra. La cubierta fue creada por un artista entonces desconocido llamado Phil Hartman, más tarde famoso como un actor y comediante, y hermano del entonces mánager del grupo, John Hartmann. En las notas deletrean su último nombre como "Hartmann" que es la ortografía original de su nombre.

## Listado de canciones

### Lado 1
| N.º | Título                  | Escritor(es)  | Duración |  |
| 1.  | «A Horse with No Name»  | Dewey Bunnell | 4:10     |  |
| 2.  | «I Need You»            | Gerry Beckley | 3:04     |  |
| 3.  | «Sandman»               | Bunnell       | 4:08     |  |
| 4.  | «Ventura Highway»       | Bunnell       | 3:22     |  |
| 5.  | «Don't Cross the River» | Dan Peek      | 2:30     |  |
| 6.  | «Only in Your Heart»    | Beckley       | 3:16     |  |

### Lado 2
| N.º | Título               | Escritor(es)            | Duración |  |
| 1.  | «Muskrat Love»       | Willis Alan Ramsey      | 3:02     |  |
| 2.  | «Tin Man»            | Bunnell                 | 3:25     |  |
| 3.  | «Lonely People»      | D. Peek, Catherine Peek | 2:27     |  |
| 4.  | «Sister Golden Hair» | Beckley                 | 3:16     |  |
| 5.  | «Daisy Jane»         | Beckley                 | 3:07     |  |
| 6.  | «Woman Tonight»      | D. Peek                 | 2:19     |  |

(Las posiciones de "Only In Your Heart" y "Woman Tonight" en la lista de canciones se invierten en la versión de casete.)
La versión de casete producida en Canadá por WEA Music de Canadá LTD (Warner Brothers Communication Co) 1975 tiene el siguiente orden:

### Lado 1
| N.º | Título                 | Escritor(es)       | Duración |  |
| 1.  | «A Horse with No Name» | Dewey Bunnell      | 4:10     |  |
| 2.  | «I Need You»           | Gerry Beckley      | 3:04     |  |
| 3.  | «Woman Tonight»        | Dan Peek           | 2:19     |  |
| 4.  | «Sister Golden Hair»   | Gerry Beckley      | 3:16     |  |
| 5.  | «Daisy Jane»           | Gerry Beckley      | 3:07     |  |
| 6.  | «Muskrat Love»         | Willis Alan Ramsey | 3:02     |  |

### Lado 2
| N.º | Título                  | Escritor(es)             | Duración |  |
| 1.  | «Lonely People»         | Catherine Peek, Dan Peek | 2:27     |  |
| 2.  | «Sandman»               | Dewey Bunnell            | 5:03     |  |
| 3.  | «Only in Your Heart»    | Gerry Beckley            | 3:16     |  |
| 4.  | «Ventura Highway»       | Dewey Bunnell            | 3:22     |  |
| 5.  | «Don't Cross the River» | Dan Peek                 | 2:30     |  |
| 6.  | «Tin Man»               | Dewey Bunnell            | 3:25     |  |